# Arrondissement de Vogelsberg
L’arrondissement de Vogelsberg est un arrondissement (Landkreis en allemand) de Hesse (Allemagne) situé dans le district (Regierungsbezirk en allemand) de Giessen. 
Son chef-lieu est Lauterbach.

## Villes, communes et communautés d'administration
(nombre d'habitants au 31 décembre 2008)

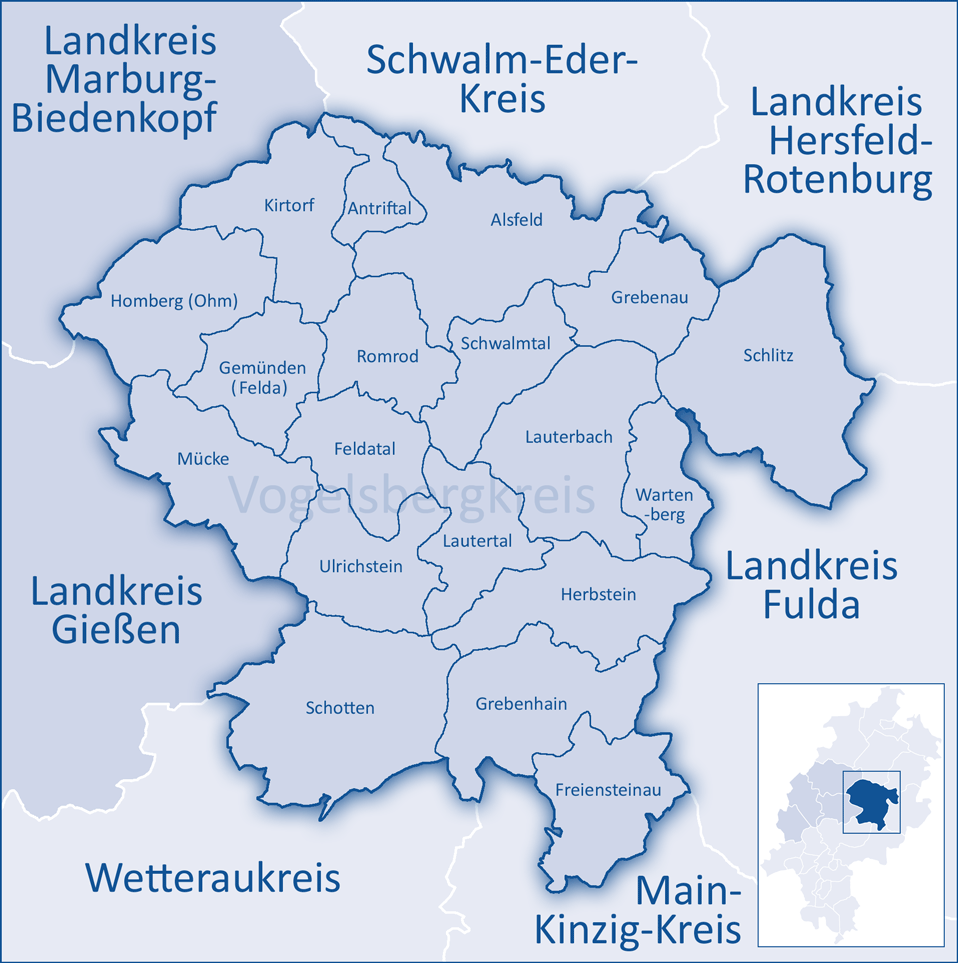
Découpage de l’arrondissement en communes

| Städte - 1. Lauterbach (14 173) - 2. Grebenau (2 623) - 3. Herbstein (4 963) - 4. Homberg (Ohm) (7 724) - 5. Kirtorf (3 344) - 6. Alsfeld (17 002) - 7. Romrod (2 920) - 8. Schlitz (9 947) - 9. Schotten (11 051) - 10. Ulrichstein (3 148) | Gemeinden - 1. Antrifttal (Siège: Ruhlkirchen) (2 087) - 2. Feldatal (Siège: Groß-Felda) (2 707) - 3. Freiensteinau (3 349) - 4. Gemünden (Felda) (2 996) - 5. Grebenhain (5 069) - 6. Lautertal (Vogelsberg) (Siège: Hörgenau)(2 530) - 7. Mücke (Siège: Merlau) (9 769) - 8. Schwalmtal (Siège: Renzendorf) (2 975) - 9. Wartenberg (Siège: Angersbach) (3 982) |